# وولف لیک (میشیگان)
وولف لیک (به انگلیسی: Wolf Lake) یک منطقهٔ مسکونی در ایالات متحده آمریکا است که در شهرستان موسکگون، میشیگان واقع شده‌است. وولف لیک ۱۰٫۰ کیلومتر مربع مساحت و ۴٬۱۰۴ نفر جمعیت دارد و ۲۰۵ متر بالاتر از سطح دریا واقع شده‌است.